# Almaszeghuta
Almaszeghuta (románul: Huta Voivozi, szlovákul: Stará Huta) Romániában, Bihar megyében elhelyezkedő falu.

## Fekvése
A Réz-hegység alatt, a Bisztra-patak mellett fekvő település. A település a Rézhegység legfestőibb völgyeinek egyikében található, csodálatos természeti környezetben.

## Története
Almaszeghutának az 1800-as évek elején a  Péchy család, valamint a Baranyi és Fráter családok voltak birtokosai. Az 1800-as években itt üveghuta működött. A falu lakosainak nagyobbik része üveggyári munkás, valamint favágó volt. 
A 20. század elején gróf Zichy Jenőnek volt itt birtoka. A községnek az 1900-as évek elejének adatai szerint nem volt temploma.
Fényes Elek az 1800-as években a következőt írta a településről: "a Rézalján, szép regényes vidéken…Határában van egy üveggyár, mely meglehetős portékákat készíttet. Birtokosa a helységnek 1 gyárnak: Fráter Pál."